# René Jean Baptiste Serveau
 (mai 2019).
René Jean Baptiste Serveau, dit Touchebaron (° 2 septembre 1740 Évron - † 4e jour complémentaire an VII (20 septembre 1799) Laval), homme politique français de la Mayenne.

## Biographie
René Jean Baptiste Serveau, dit Touchebaron, est le fils aîné de René Urbain Serveau (° ~1712- † ?), licencié en droit, avocat au siège de la baronnie d'Évron, et de Renée Anne Launay (° ~1711 - ?), mariés à Sillé-le-Guillaume le 25 novembre 1739.
Membre d'une famille évronnaise de docteurs en médecine et d'avocats connue depuis le XVIe siècle, René Jean Baptiste Serveau, dit Touchebaron, né à Évron le 2 septembre 1740, licencié en droit de la faculté de Caen, fut bailli d'Assé-le-Bérenger par décision capitulaire du 4 septembre 1765.
René Jean Baptiste Serveau était en 1766 l'auteur d'un Traité de la jurisprudence sur les différents usages de la campagne et s'y qualifiait juge des châtellenies d'Assé-le-Bérenger, Brée, Saint-Georges-sur-Erve, Foulletorte et avocat au siège de la baronnie d'Évron.
Juge civil et criminel à Évron en 1772, il se maria le 22 septembre 1772 à  Saulges avec Julienne Jeanne Perrine Le Duc du Plessis de la Pilière, de Chémeré-le-Roi.
Il fut nommé administrateur du département en juillet 1790.
Il adhéra au mouvement fédéraliste, mais moins compromis ou plus brave que ses collègues, resta à Laval après l'échec du parti.
Destitué le 3 octobre 1793 par François Joachim Esnue-Lavallée, il fut rétabli le 13 floréal an III (2 mai 1795) par Grenot, Guezno et Guermeur. Le 29 frimaire, il est délégué avec Juliot-Morandière pour fermer les loges des francs-maçons de Laval. On le trouve président de la première section du tribunal du département.
En 1788 il avait pris à ferme avec Mathurin Julien Dalibourg le domaine de Sainte-Suzanne et offrit au directoire d'Évron de lui en livrer le chartrier qu'il avait entre les mains, pour le jeter aux flammes.
Le brûlement de 439 liasses regroupant 3347 documents est mentionné dans un acte du 30 janvier 1794. 105 liasses partent ainsi en fumée pour ce qui concerne l'histoire de la baronnie, 75 pour celle de la seigneurie, 57 pour le fief d'Ambriers, 134 pour celui des Sourches-Chamaillard, 11 pour Neuvillette, 21 pour la Giraudière, 1 pour le Gohard, 14 pour Saint-Jean-Domard et 21 pour la Verrerie... René Jean Baptiste Serveau ajoute que les registres de recettes, de baux, de remembrances avaient été brûlés par les citoyens d'Évron.
Il fut en avril 1795 préposé, avec Lefebre-Champorin et Maupetit, au triage des archives départementales, et  mourut à Laval le 4e jour complémentaire an VII (soit le "jour de l'opinion" des "sans-culottides", 20 septembre 1799).
Il est le frère aîné de François Serveau-Touchevalier, Sieur de la Guételière, député à la Convention nationale.

## Sources et bibliographie
- « René Jean Baptiste Serveau », dans Alphonse-Victor Angot et Ferdinand Gaugain, Dictionnaire historique, topographique et biographique de la Mayenne, Laval, A. Goupil, 1900-1910 [détail des éditions] (BNF 34106789, présentation en ligne), t. III, p. 713 et t. IV, p. 871.
- Émile Queruau-Lamerie, Les conventionnels, p. 91-93
- Registr. paroiss. Évron
- Notes de M. Le Saulx d'Ancreville et de Alm. Bernard.